# Clara Ward
Clara Ward (Philadelphia, 21. travnja 1924. – Los Angeles, 16. siječnja 1973.), američka crnačka pjevačica, izrazito slavna u žanru gospela.
Glas joj je bio alt, s ponekad nazalnim prizvukom. Jedino Mahalia Jackson uživa veću slavu od nje.
Bila je vođa sastava poznatog kao "The Famous Ward Singers". Njena majka Gertrude (1901. – 1981.), prepoznavši kćerin talent, nesmiljeno ju je kontrolirala i njome manipulirala. U sastavu su bili ona, njena majka i starija sestra Willa.
Postale su poznate 1943., nakon nezaboravnog nastupa na Nacionalnoj Baptističkoj Konvenciji u gradu Philadelphia.
Kasnije, nakon povlačenja Wille Ward, u sastav dolazi Henrietta Waddy, odrasla u Miamiju. Pridružuje im se i Marion Williams, kao i još neke pjevačice. Ona i Mahalia su često boravile u kući Arethe Franklin koju su podučavale, a Aretha je prihvatila Clarin način pjevanja, interes za svjetovne pjesme, te joj odala počast albumom s Jamesom Clevelandom ranih 70-ih godina.
Kako ju je majka često maltretirala, nije imala sretan život. Do odrasle dobi selila se čak 19 puta. Seksualno ju je zlostavljao rođak, pobacila je zbog naprezanja na turneji, a majka je činila sve kako bi spriječila bilo koji njen romantični odnos. Jedino što ju je usrećilo bila je veza s Arethinim ocem. Ona i majka su dobro zarađivale, a ostali su bili potplaćeni, te su plaćali stanarinu Clari i Gertrudi. Grupa se raspala 1958. godine. Tijekom 1960-ih od sebe su odbili veliki dio njihove publike koja je redovito išla u crkvu, nastupima u noćnim klubovima i na sličnim mjestima. Zbog narušenog zdravlja, povukla se početkom 1970-ih godina. Odavala se i povremenim lezbijskim avanturama da bi se barem nakratko oslobodila autoritarne, pa čak i diktatorske majke.S ve češće je posezala za bocom, alkoholizam joj se pogoršavao, te je umrla u 49. godini nakon dva moždana udara.
Aretha i njen otac su pjevali na njenom pogrebu, a Marion Williams na komemoraciji u Kaliforniji. Izvođačica je pjesme "Zasigurno, Bog je sposoban", prvog gospel hita koji se prodao u više od milijun primjeraka.